# Masia Altimires
La Masia Altimires és una obra amb elements gòtics i renaixentistes de Santa Maria d'Oló (Moianès) inclosa a l'Inventari del Patrimoni Arquitectònic de Catalunya.

## Descripció
Mas construït sobre un pendent del terreny de tal manera que pel cantó nord presenta menys alçada que pel sud. Ha sofert moltes transformacions i afegits al llarg del temps però l'estructura que avui manté és de caràcter setcentista amb carener paral·lel a la façana. Les poques obertures i la grandària de l'edifici donen una sensació de solidesa. La planta és rectangular, les obertures emmarcades amb pedra picada. Destaca la galeria de migdia de les golfes de 5 arcs de mig punt suspesos per pilars de pedra. En aquest cos s'hi ha adossat un gran terrat alçat. A un angle d'aquest terrat hi ha un petit edicle amb funcions de mirador de vigilància, últim especialment en les últimes carlinades. Hi ha altres dependències més petites al costat de ponent. A llevant, hom troba un cos a un vessant amb doble galeria de tres arcs cadascuna.

## Història
El topònim surt citat en el fogatge de 1553, en la relació que es fa dels caps de casa de Sant Joan d'Oló (Anthoni Altimires). Una llinda de 1516 indica que en aquesta data s'hi feren reformes d'importància. Cal lligar la seva història amb la importància que tingué la família en les guerres carlines. Fou incendiada i en l'actualitat es conserven les cavalleries.
En aquesta casa hi va néixer Josep Altimires Marcet, coronel carlí nomenat posteriorment. Cap supermilitar dels corregiments de Barcelona i Mataró i Subdelegat de la reial Hisenda. Va ostentar altres càrrecs d'importància, arribant a Brigadier dels Reials Exèrcits.